# Etika v psihologiji dela

## Uvod
V psihologiji dela lahko pri opredeljevanju etičnih principov (in vprašanj) izhajamo kar iz opredelitve njenega predmeta preučevanja, ki zajema poleg raziskovanja delovanja zaposlenih v delovni situaciji tudi načine višanja produktivnosti organizacije in blagostanja osebja. V slednjem je moč zaslediti dihotomijo med interesi podjetja (lastništvo) in posameznika (zaposleni), kar predstavlja poglavitni vir etičnih vprašanj v psihologiji dela. Na kratko bi lahko opisali ozadja etičnih dilem kot konflikte interesov, kar v vsakem pogledu so, a to bi bilo preveč redukcionistično. Etika se na področju psihologije dela ukvarja tudi z vprašanji korektnosti odnosa med zaposlenimi, načinom in vsebino komunikacije.

## Osnovno
Etika je filozofska disciplina, ki se ukvarja z vrednotenjem dobrega in slabega (dejanj, izjav). V psihologiji dela je upoštevanje etičnih vodil in določil izjemnega pomena. Z ustreznim ravnanjem in upoštevanjem etike ostajamo znotraj sfere človekovih pravic, varujemo posameznikovo dostojanstvo in skrbimo za splošno blagostanje. Ob enem tudi vzdržujemo ugled organizacije in zmanjšujemo možnosti za pojav konfliktov ali kršenj pravil.
Oseba se lahko v etični dilemi znajde zaradi različnih razlogov kot npr. pomanjkanje znanja ali poznavanja situacije, nepozornost, neobčutljivost za etične vidike situacije ipd. Sledijo opisi petih kategorij, v katere lahko uvrstimo večino etičnih dilem iz področja delovnih situacij.

## Izvori etičnih dilem na področju organizacijske psihologije
Hoffman in Lefkowitz definirata pet tipov etičnih dilem v industrijski psihologiji, izmed katerih vsak določa svojo paradigmatsko situacijo. Taksonomsko urejene situacije predstavljajo tipične primere dogajanja in vzrokov, na podlagi katerih lahko pride do etičnih dilem.
Prva paradigmatska situacija je opredeljena kot možnost preprečiti škodo. Pri tem imamo v mislih etično odgovornost, ki jo prinaša s seboj informacijska ozaveščenost o možnosti preprečitve kakršnekoli škode. Za primer si lahko vzamemo naslednjo situacijo: Direktor neke organizacije dobi sporočilo o zdravju škodljivih posledicah izpostavljenosti določeni nevarni snovi, s katero delavci rokujejo vsak dan. Z zavedanjem tega, postane etično odgovoren, saj ima moč spremeniti delovne pogoje (npr. uvesti spremembe na področju zaščite pri delu, posodobiti varnostne ukrepe).
Naslednja paradigmatska situacija zajema skušnjavo. S tem označujemo možnost načrtovanja in izvedbe sebičnega dejanja, ki bo na račun oškodovanca vršitelju prineslo korist. Nase usmerjeno delovanje je eden izmed najbolj pogostih izvorov konflikta interesov na področju psihologije dela in organizacije. Skušnjava je vselej prisotna na področjih, kjer prihaja do navzkrižnih interesov in kot je že iz same definicije področja psihologije dela in organizacije razvidno, v delovni organizaciji vedno prihaja do navzkrižij interesov. V konkretni situaciji si lahko predstavljamo skušnjavo kot delodajalčevo željo po zvečanju delovne storilnosti in hkratnemu znižanju stroškov dela.
Pomemben izvor etičnih dilem v delovni situaciji je tudi konflikt vlog, kar lahko v grobem opredelimo kot negotovost, ki izhaja iz posameznikovih nasprotujočih si zadolžitev. Če skušnjava izhaja iz zlorabe nekoga drugega zaradi lastnih interesov, gre pri konfliktu vlog za notranje neskladje med dvema nalogama, ki sta dodeljena enemu posamezniku. Do škode prihaja večinoma takrat, ko se nosilec konflikta premakne iz svojega praviloma nevtralnega položaja na eno izmed strani in pri tem uporablja svojo informacijsko superiorno pozicijo za dosego ciljev tiste strani, ki mu je bliže.
Podoben konfliktu vlog je konflikt vrednot, le da pri njem prihaja do neskladij med različnimi vrednotami organizacijskega psihologa in organizacije, lahko pa je konflikt notranji, tj. nasprotovanje različnih vrednot pri psihologu. Slednje razumemo kot tehtanje, kjer je potrebno izbrati eno izmed možnosti za ceno opuščanja druge. V takšni etični dilemi bi se lahko znašel npr. inšpektor, ki bi moral izpostaviti uslužbenca zaradi kršitve pravilnika, čeprav se zaveda, da bodo v organizaciji težko našli nekoga, ki bi to delo opravljal enako dobro ali bolje od kršitelja.
Pri iskanju izvorov etičnih dilem ne gre zapostaviti pomembnosti pritiskov. Na posameznika se konstantno vrši vpliv, ki prihaja iz različnih smeri in od različnih virov. Pri paradigmi pritiskov imamo v mislih predvsem tisto vplivanje na odločevalca, ki ga poziva h kršenju etičnih norm. V ozadju so navadno interesi vršitelja pritiskov, ki zavzema pozicijo moči v odnosu do odločevalca. Primer takšne etične dileme lahko ponazorimo z vodjo kadrovske službe, ki sili kadrovnike v sprejemanje neetičnih odločitev glede izbire kandidatov (npr. »vnaprej« izbrani prosilci, diskriminiranje na podlagi spola, narodnosti, religije ipd.).

## Standardi za presojanje etičnih dilem v delovnih situacijah

### Pravni vidik
Pravni vidik razreševanja etičnih dilem se sklicuje na zakone, ki veljajo v določenem pravnem okolju. Etično je pri tem definirano kot tisto, kar ni nezakonito. Tak pogled na etiko je sicer jasen in dobro definiran, a ni dovolj občutljiv, saj ne razlikuje med dovoljenim in moralnim. S takšnim odnosom do etike lahko (pre)hitro odpravimo pomembne aspekte družbenih akcij (npr. humanitarne akcije, društva za zaščito ipd.), ki so ocenjene kot visoko moralne, a jih zakon kot take posebej ne izpostavlja, saj deli aktivnosti zgolj na etične in neetične, pri čemer določa le stopnjo neetičnosti, ne pa tudi etičnosti.

### Načelo neškodovanja
Podobno kot pravni vidik, tudi načelo neškodovanja opredeljuje etično ravnanje v delovni situaciji bolj na grobo. V skladu s tem pogledom, je etično tisto, kar nikomur ne škoduje. Ravno slednje pa je včasih težko dokazati, še posebej takrat, ko posledice sprejetih odločitev niso vidne na prvi pogled. S sprejetjem tega vidika, sicer kaj kmalu opravimo z različnimi dejanji, ki kogarkoli oškodujejo, a hkrati, podobno kot pri pravnem pogledu na etiko, ne moremo razlikovati med t. i. »dobrimi dejanji«. Prav tako zaidemo v težave, ko moramo sprejemati nujne odločitve, zaradi katerih bo nekdo oškodovan (npr. odpuščanje zaposlenega zaradi hujših kršitev pravil, ki veljajo pri delu). Iz omenjenih situacij je jasno, da se v delovnem okolju z zgornjima standardoma presojanja etičnih dilem (še) ne moremo zadovoljiti.

### Načelo koristi
V skladu s tem načelom, je etično tisto, kar vsem udeleženim v situaciji prinaša največ koristi. Gre za sklicevanje na tisto prvino etike, po kateri se le-ta loči od bolj abstraktne morale – v prisotnosti ostalih subjektov. Večanje koristi za vse je torej smiselno nadaljevanje same definicije etike, ki zajema moralno delovanje v doživeti situaciji. A tudi pri tem vidiku naletimo na nekatere omejitve. Korist kot tako je težko meriti, zaradi česar se je tudi težko odločiti, kdaj, če sploh, smo dosegli maksimalno možno korist za vse prisotne osebe. Korist nekoga prav tako lahko tudi vključuje storjeno krivico nekomu drugemu, zaradi česar samo načelo koristi tudi ni dovolj na formiranje uspešnih etičnih smernic v delovni situaciji. Čeprav ne moremo koristi meriti, pa nam načelo koristi omogoča vsaj okvirno primerjavo različnih dejanj, ki jih lahko z omejeno natančnostjo razvrstimo glede na korist. S tem nam je omogočeno bolj podrobno razlikovanje med možnimi rešitvami etičnih dilem tako na področju zaželenega kot tudi na področju neželenega oz. neetičnega delovanja.
Zaradi opisanih prednosti in slabosti etičnih standardov, v delovnih situacijah pogosto naletimo na kombinacijo različnih vidikov. S tem lahko zagotovimo etiko, ki bo občutljiva na pravne posledice, bo prepovedovala povzročanje škode, tudi tiste, ki ni pravno obravnavana, hkrati pa bo občutljiva za koristi in dobro počutje vseh udeleženih.